# Андрущенко Тетяна Вікторівна
Андрущенко Тетяна Вікторівна — українська науковиця,  завідувач кафедри психології факультету психології Українського державного університету імені Михайла Драгоманова,професор, доктор політичних наук, вчений секретар Національної музичної академії України імені Петра Чайковського, заслужений працівник освіти України.

## Освіта та професійна діяльність
Тетяна Вікторівна закінчила Київський Національний університет імені Т.Г. Шевченка, Інститут міжнародних відносин, відділення «Міжнародні відносини». Після закінчення аспірантури захистила кандидатську дисертацію на тему «Європейська політика України». Одночасно здобула другу вищу освіту за спеціальністю – психолог, викладач психології. Завершивши докторантуру, захистила докторську дисертацію на тему «Політико-аксіологічні детермінанти цивілізаційного розвитку».
Член Асоціації політичних психологів України. Професійна траєкторія об’єднує викладацьку (Національний педагогічний університет імені М.П. Драгоманова), Національна музична академія України імені П.І. Чайковського) та наукову (Академія педагогічних наук України, Інститут вищої освіти) діяльності.

## Коло наукових інтересів
- Психологія комунікацій,
- політична психологія,
- психологія творчості,
- освіта.

## Навчальні дисципліни
- Психологія комунікацій та психологія впливу
- Основи невербальної комунікації
- Політична психологія
- Психологія політичної пропаганди
- Психологія.

## Наукова та навчально-методична робота
Професор Андрущенко автор понад 100 наукових публікацій, серед яких індивідуальні та колективні монографії, науково-аналітичні розробки, методичні посібники, тренінгові програми. Постійний учасник та організатор всеукраїнських та міжнародних конференцій. Активно розробляє науково-освітню проблематику з питань мистецької освіти, психології творчості та музичної психології.